# مورچه‌مرغ تیره‌پوش
مورچه‌مرغ تیره‌پوش (نام علمی: Sipia laemosticta) یک گونه از پرندگان شاخه‌نشین در خانواده مورچه‌مرغ است.